# Evangelická církev augsburského vyznání v České republice
Evangelická církev augsburského vyznání v České republice (ECAV v ČR) je nezávislou samosprávnou evangelickou církví, která se hlásí k Augsburskému vyznání. Vznikla po rozpadu České a Slovenské Federativní Republiky v roce 1993 transformací Slovenského evangelického sboru augsburského vyznání v Praze. Je členkou Ekumenické rady církví v České republice a spolupracuje se sesterskými luterskými církvemi v Evropě i v zámoří. České sbory kladou důraz na Lutherův věroučný i liturgický odkaz.

## Organizace
Základní jednotkou ECAV v ČR je sbor v čele s předsednictvem. Nejvyšším orgánem církve je pak synod, který tvoří biskup, kurátor, členové předsednictva jednotlivých sborů a zvolení delegáti sborů - synodálové. Předsednictvo církve tvoří biskup (od dubna 2012 Marián Čop) a kurátor (od listopadu 2018 Lenka Hudobová).
V roce 2018 vyšel pod názvem Hrad přepevný kancionál ECAV v ČR.
ECAV v současné době sdružuje pět sborů:
- slovenský sbor v Praze,
- český sbor v Praze,
- anglický sbor v Praze; pražské sbory užívají kostel svatého Michala v Jirchářích,
- sbor v Brně, který koná bohoslužby v Husově sboru v Králově Poli, a
- sbor v Plzni, který užívá kostel U Ježíška.

Pro informování svých členů a příznivců vydává časopis Evangelicus.
| Brno Praha Plzeň církevní sbory Evangelické církve a.v. v ČR; (v Praze tři sbory na stejném místě) |

## Věřící
Při sčítání lidu roku 2011 se k ECAV v ČR přihlásilo celkem 6 632 osob. (Tento údaj je zavádějící: 1) při tomto sčítání totiž uvedlo "JINÉ" celkem 53 277 osob, z toho přes 15 000 "protestantská víra" ,či "evangelická víra" , 2) většina církví zjištěné počty ze sčítání odmítla - podle jejich vlastních statistik měly více členů) .

Věková struktura Evangelické církve augsburského vyznání v České republice v České republice roku 2011